# Комбуча
Комбуча или чаена гъба е вид гъба, симбиотична колония от бактерии и дрожди, затова е известна още и като SCOBY (Symbiotic Colony of Bacteria and Yeast – „симбиотична колония от бактерии и дрожди“). Културата се развива в чаена инфузия и чрез естествения процес на ферментация превръща захарта в органични киселини и въглероден диоксид.

## Състав
Готовата напитка комбуча има следния състав:
- Глюкуронова киселина, глюкорова киселина, млечна киселина, оцетна киселина, ябълчена киселина, танинова киселина, оксалова и усинова киселина
- витамин B1 (тиамин), витамин B2 (рибофлавин), витамин B3 (ниацин), витамин B6 (пиридоксин), витамин B9 (фолиева киселина), витамин B12 (кобаламин), витамин C
- Ензимите бромелаин и папаин
- Бета-глюкани
- Пробиотици

Твърди се, че съставките на получената напитка имат изразени антибиотични и пречистващи свойства. Те помагали при понижен тонус, отслабване на паметта, затлъстяване, целулит, акне, предменструален синдром, херпес зостер, безсъние, хемороиди, язви, възпаление на ставите.

## История
Историята на комбуча започва през 250 г. пр. Хр. когато хората от династията Ян в Китай консумирали напитка от ферментирал чай. Наричали я „еликсир на безсмъртието". Няколко века по-късно в Русия тя става известна като „чаен квас", в Австрия я наричали комбухер, а в Америка – комбуча, но на много хора била позната просто като „гъбата от Манджурия".

## Здравни претенции
Комбуча се рекламира с твърдения, че може да лекува редица заболявания, включително СПИН, рак и диабет, както и че има други полезни ефекти, като стимулиране на имунната система, увеличаване на либидото, спиране побеляването на косата, но доказателства за благотворните ефекти на комбуча върху организма на човека липсват.
През 2003 г., в резултат от систематичен обзор, германският учен проф. Едцард Ернст (Edzard Ernst) описва комбуча като нетрадиционно средство, което е „изключителен пример“ за голямо несъответствие между неправдоподобни, широкомащабни здравни претенции и липса на поддържащи ги доказателства, както и поради възможната (потенциална) вреда от препарата. Ернст заключава, че необоснованият списък от предполагаеми терапевтични преимущества не може да надделее над потенциалната вреда от напитката, и че комбуча не бива да се препоръчва като лечебно средство.